# Текиловые сны
«Текиловые сны» — восьмой номерной альбом российской рок-группы «Крематорий», записанный и выпущенный в 1995 году. Является вторым томом концептуальной «трилогии» (первый — «Танго на облаке», третий — «Ботаника»). Первый альбом с участием Вячеслава Бухарова как штатного скрипача.

## Об альбоме
Альбом был записан в начале 1995 года там же, где и предыдущий, «Танго на облаке» — на студии Московского Дворца Молодёжи всего за 30 дней (по версии самого Армена Григоряна, изложенной в прямом эфире телепрограммы «Живьём с Максом» — 34 дня, с декабря 1994 по январь 1995 года). Там же Армен рассказал, что этот альбом — результат путешествия в Латинскую Америку, куда он прибыл по приглашению местной фирмы, и где группа должна была участвовать в некоей программе «Greenpeace», но, по итогу, этот визит оказался максимум обменом опытом. Тем не менее, музыкант провёл там полтора месяца. В 2016 году в интервью журналу «Rolling Stone» Армен Григорян вспоминал: «Пребывая в эйфории и, благодаря знакомству с известным перуанским музыкантом Мики Гонзалезом, который любезно одолжил мне свою гитару, я написал там несколько песен-натюрмортов, которые впоследствии стали стержнем для альбомов „Текиловые сны“ и „Ботаника“». В интервью 2004 года Григорян рассказал об альбоме следующее:

— «Текиловые сны» производит впечатление драматургически выстроенного альбома… Так ли это и какие сверхзадачи решались подобного рода композицией?

— Вообще я так устроен, что в зимнее время я как-то больше сплю. Как говорят мне мои научные знакомые, видимо, это связано с сезонной нехваткой световой гаммы. Всё вокруг уныло, день короткий, а в снах эти самые краски добираются. Я действительно вижу яркие сны. И представьте себе человека, выпускника МАИ, который впервые выезжает за границу, в Перу, в 1995 году. Мне ведь тогда с трудом поставили визу! В этом путешествии всё оказалось настолько ярким. Меня поразило то, что когда я приехал туда, то сразу увидел совсем другое небо. Тем не менее, эта культура странным образом оказалась близкой нашей. Всё, что мы знали про Кастанеду, Маркеса вдруг оказалось настолько реальным, это был их мир! […] На меня это произвело такое впечатление, что, когда я вернулся в Россию, то постепенно превратил все наши пьянки в ритуал потребления уже тогда появившихся в Москве напитков: в основном, текилы. Я научился пить текилу и до сих пор считаю, что был первооткрывателем в этом деле. […] Например, мой тесть, живший одно время в Латинской Америке, поспособствовал тому, чтобы недавно у нас появились чилийские вина. И жена моя тоже жила в Уругвае. И поэтому всё, что мы вложили в «Текиловые сны» — это фактически наброски, воспоминания, детали, которые позже переросли в сюжеты. Возможно, поэтому он и получился очень откровенным и не таким холодным, как например, «Танго на Облаке». Потому что последний для меня стал вообще какой-то тьмой. А «Текиловые сны» получились очень солнечным альбомом.— интервью А. Григоряна KM.RU
По словам Григоряна, группа записывала альбом по вахтовому методу — все 34 дня музыканты провели в студии. Фигурировала в процессе записи и сама текила, которую группа употребляла параллельно.
При том, что альбом является вторым томом трилогии, сам Армен Григорян отмечает, что никакой концепции в нём нет. Всё, что объединяет композиции — тема снов, они же и обозначены как сны в трек-листе («Первый сон», «Второй сон» и т. д., а песни «Андромеда», «Окно» и «Палковводец Красс» и вовсе обозначены как «три сна в одну ночь»). Помимо этого, слово «сон» присутствует в 9 песнях (включая глагол «спать» в «Белых столбах»). На акустическом концерте в Черноголовке Григорян добавил, что альбом является попыткой демонстрации двух человеческих плотей — бесовского и божественного начал.
Выходу «Текиловых снов» предшествовал макси-сингл «Бесы в моих снах», содержащий пять песен. В качестве обложки сингла был использован фрагмент гравюры Питера Брейгеля Старшего «Сладострастие» из цикла «Семь смертных грехов» (1557). На обратной стороне и самом диске дизайнер Василий Гаврилов планировал изобразить пентаграмму, но в процесс создания вмешалась давняя подруга группы Маргарита Пушкина, отговорив его, и в итоге пентаграмма была заменена на знак качества.
Презентация альбома прошла 1 июня в ДК им. Горбунова. На основе концерта был записан альбом «Концерт в Горбушке 1995», вышедший в 1996 году.

## Обложка
В оформлении альбома использован сымитированный ацтекский религиозный камень-календарь, имеющий весьма отдалённое сходство с оригиналом. В центре изображён лик спящего бога (Морфея или Бахуса), вокруг которого квадратными лучиками расположены символы музыкантов (те же, что и на обложке «Двойного альбома», только теперь к ним добавлен символ нового скрипача Вячеслава Бухарова — лигатура латинских букв V и B, первых букв его имени и фамилии). Внешний круг представляет собой двух змееподобных ацтеков, чьи взгляды устремлены на рюмку в нижней его части. Также в орнаменте камня можно рассмотреть повторяющееся шесть раз изображение собачьей случки, отсылающее, по всей видимости, к песне «Гаф-Гаф».
Во внутренний буклет CD включены фотографии группы с одного из концертов и репетиции, а также изображение бутылки текилы «Olmeca». Название альбома написано не на лицевой, а на обратной стороне обложки (на лицевой стороне оно писалось только на кассетах).

## Издания
В 1995 году альбом был издан на СD и аудиокассетах на лейбле «Moroz Records». Тираж альбома был напечатан на заводе Sony DADC в Австрии. CD-издание включает 16-страничный буклет с фотографиями музыкантов и текстами песен.
В 1998 году та же фирма выпустила ремастированное переиздание альбома.
В 2023 году к 40-летию «Крематория» фирма «Maschina Records» впервые выпустила альбом на виниле в двух вариантах цвета — чёрном и серебряном (ограниченным тиражом).

## Список композиций
Автор всех композиций — Армен Григорян, кроме отмеченных особо.
1. Первый Сон. Данте Алигьери (Одинокие пиплы)
2. Второй Сон. Белые столбы
3. Третий Сон. Разбитое сердце
4. Четвёртый Сон. Миклуха
5. Пятый Сон. Прощай, моё солнце (Гонцы за вином) (А. Григорян — А. Мурашов)
6. Шестой Сон. Эротические монстры (А. Григорян — А. Мурашов)
7. Седьмой Сон. Туда, где отдают концы
8. Восьмой Сон. Андромеда
9. Девятый Сон. Окно
10. Десятый Сон. Палковводец Красс
11. Одиннадцатый Сон. 100 лет, прожитых зря (А. Григорян — А. Мурашов)
12. Двенадцатый Сон. Бесы в моих снах
13. Тринадцатый Сон. Амба
14. Четырнадцатый Сон. Гаф-гаф
15. Пятнадцатый Сон. Сине-розовый Марс
16. Шестнадцатый Сон. Прощальные сны

## Участники записи
- Армен Григорян — вокал (кроме 8), акустическая гитара, бэк-вокал
- Андрей Мурашов — гитара, хор (4, 10)
- Сергей Третьяков — бас-гитара, хор (4, 10)
- Вячеслав Бухаров — скрипка, клавишные, туба (13), вокал (8), бэк-вокал, хор (4, 10)
- Андрей Сараев — ударные, хор (4, 10)

### Приглашённые участники записи
- Нинель Барилло — фортепиано (4)
- Алексей Соколов — «трио немцев» (фраза «Arschloch du bist») (4)
- Пётр Тихонов — труба (12, 13, 16)

## Критика
Сам Армен Григорян в 1995 году в программе «Живьём с Максом» отметил, что материал альбома получился качественным, благодаря суточному пребыванию группы в студии.
Художник Василий Гаврилов, оформивший альбом, в книге «Клубника со льдом. Песни» (2002) отметил: «Альбом получился очень сильным, пожалуй, самым
лучшим за последние годы. […] В музыке явственно обозначилось
возвращение к традициям старого КРЕМАТОРИЯ на новом техническом уровне и с новыми зажигательными мелодиями».
В книге Анатолия «Джорджа» Гуницкого «Записки старого рокера» (2007) опубликована рецензия на альбом: «Если бы меня спросили — а о чём поёт Армен Григорян? Что он имеет в виду? Что хочет донести до публики? — у нас ведь до сих пор любят задавать подобные вопросики в лучших, так сказать, традициях соцреализма — то я бы честно ответил, что не знаю… В самом деле не знаю, после прослушивания „Текиловых снов“ остаётся необъяснимо загадочное и волнующее чувство прикосновения к белой магии искусства, и нет ни малейших сомнений в том, что Армен и „Крем“ заглянули сквозь окуляры нового альбома в нечто очень беспредельное. Настоящий Magical-Mistery Tour!».
В 2020 году Александр Морсин в статье интернет-журнала «Нож», посвящённой 60-летию Армена Григоряна и представляющей собой подборку мини-рецензий на самые знаковые (по авторской версии) альбомы «Крематория», описал «Текиловые сны» так: «Вторая часть трилогии о состоянии человека в разных измерениях (между криповыми „Танго на облаке“ и „Ботаникой“), сумбурные впечатления от открытия Латинской Америки и бесовские сны от кактусовой водки. Как и стоило ожидать, Григорян вернул группу в уютную психоделию с понятным джентльменским набором (трипы, Кастанеда, бытовой мистицизм) и реанимировал разношенные аранжировки с хором и вальсами. Нарочито бессвязный набор песен, который, судя по всему, и не должен работать как калейдоскоп или фреска: пробелы, упущенные детали и бермудские треугольники здесь не менее важны, чем записанное на плёнку. Кому надо, тот додумает; радиотеатр как он есть».

## Дополнительные факты
- Одной из записанных песен в период работы над альбомом была «Эпитафия», посвящённая памяти матери Армена Григоряна Аиды Микаэловны. Изначально она вышла на сингле «Бесы в моих снах», но в CD-издания «Текиловых снов» не вошла (только в кассетные[9]). Через год она вошла в альбом «Гигантомания».
- В песне «Разбитое сердце» в действительности три куплета, но первый («Я был добрым когда-то…»), по признанию Армена, группа забыла записать, поэтому в студийной версии второй куплет стал первым[6]. В полном варианте песня исполнялась на концертах, в том числе и на презентации альбома в ДК Горбунова.
- Видеоклип на песню «Белые столбы» снял Алексей Кондратьев, сотрудничавший с группой в 1987—1988 годах и участвовавший в записи альбома «Кома»[1].
- В 1996 году песня «Палковводец Красс» была перезаписана для альбома «Микронезия» в более медленном темпе и с вокалом Армена Григоряна (в оригинале её исполнила вся группа хором).